# Musée Boleslas-Biegas
Le musée Boleslas-Biegas a été fondé vers 1950 par Boleslas Biegas dans les locaux de la Bibliothèque polonaise de Paris, quai d'Orléans dans le 4e arrondissement de Paris.

## Description
Il présente la vie et de l'œuvre de Boleslas Biegas mais aussi des tableaux et sculptures d'artistes polonais de l'émigration du XIXe et XXe siècles comme Olga Boznańska, Tadeusz Makowski, Ladislas Slewinski, Józef Pankiewicz, Jan Styka...